# Siłwija Germanowa
Siłwija Georgiewa Germanowa (bułg. Силвия Георгиева Германова; ur. 19 lipca 1959 w Goce Dełczewie) – bułgarska koszykarka, medalistka olimpijska.
Uczestniczka turnieju eliminacyjnego do igrzysk olimpijskich w Moskwie i Los Angeles. Olimpijka z Moskwy, gdzie uzyskała wicemistrzostwo olimpijskie, zdobywając 11 punktów (wystąpiła jedynie w trzech spotkaniach).
Zdobyła brązowy medal mistrzostw Europy kadetek w 1976 roku (19 punktów). Uczestniczka juniorskich mistrzostw Europy z 1977. Bułgarki zajęły dziewiątą pozycję (Germanowa osiągnęła 26 punktów).